# Tir amb arc als Jocs Olímpics d'estiu de 1904 - Ronda per equips masculina

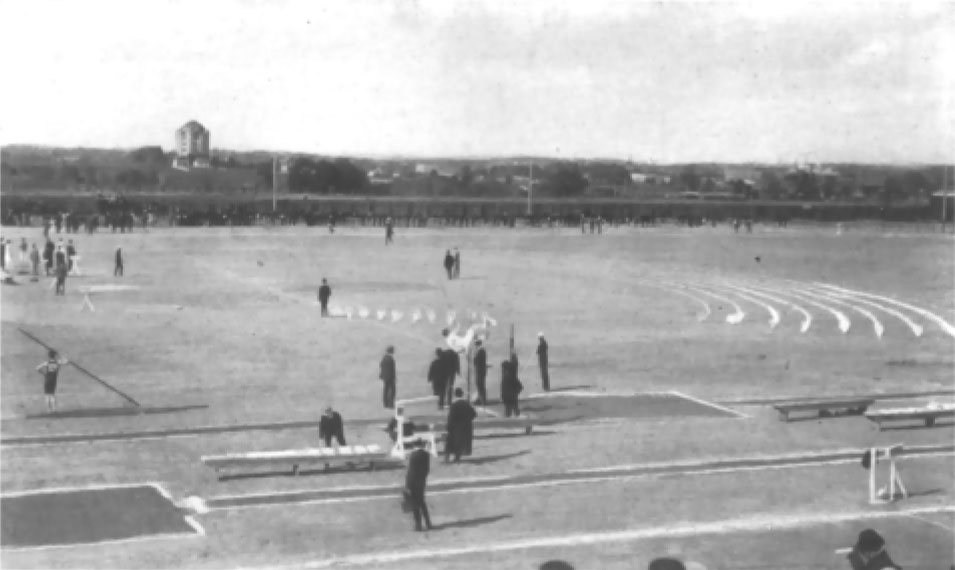
Competició de tir als Jocs Olímpics d'estiu de 1904.

La ronda per equips masculina fou una de les proves de tir amb arc dels Jocs Olímpics de Saint Louis (Missouri) de 1904. Cada equip està format per quatre arquers, que han de disparar 96 fletxes a 60 iardes.

## Medallistes
| Or                                                                                       | Plata                                                                                        | Bronze                                                                                          |
| Estats Units Potomac Archers William Thompson Robert Williams Louis Maxson Galen Spencer | Estats Units Cincinnati Archers Charles Woodruff William Clark Charles Hubbard Samuel Duvall | Estats Units Boston Archers George Bryant Wallace Bryant Cyrus Edwin Dallin Henry B. Richardson |

## Resultats
| Posició | Equip              | Arquers                                                             | País         | Puntuació |
| ------- | ------------------ | ------------------------------------------------------------------- | ------------ | --------- |
| Or      | Potomac Archers    | William Thompson Robert Williams Louis Maxson Galen Spencer         | Estats Units | 1344      |
| Argent  | Cincinnati Archers | Charles Woodruff William Clark Charles Hubbard Samuel Duvall        | Estats Units | 1341      |
| Bronze  | Boston Archers     | George Bryant Wallace Bryant Cyrus Edwin Dallin Henry B. Richardson | Estats Units | 1268      |
| 4       | Chicago Archers    | Benjamin Keys Homer Taylor Edward Weston Edward Bruce               | Estats Units | 942       |